# Obertilliach
Obertilliach är en ort och kommun  i distriktet Lienz i förbundslandet Tyrolen i Österrike. 
Kommunen gränsar i söder mot Italien. Den har 663 invånare (2024) och består av fyra orter (Ortschaften) (inom parentes invånarantal 1 januari 2024):
- Bergen (115)
- Leiten (36)
- Obertilliach (453)
- Rodarm (59)

## Sport
I Obertilliach avgjordes juniorvärldsmästerskapen i skidskytte 2013.